# Йордан Митев
Йордан Митев (роден на 10 януари 1965 г.) е бивш български футболист, крило. Почти цялата му състезателна кариера преминава в Берое (Стара Загора). Местните фенове го наричат Старозагорският Гаринча.

## Биография
Родом от Стара Загора, Митев израства в ромската махала „Лозенец“ в града. На 17-годишна възраст дебютира за Берое в Южната Б група през сезон 1982/83, когато вкарва 4 гола в 23 мача, а заралии печелят промоция за А група.
Развитието му продължава и през следващата кампания, вече в най-високото ниво на родния футбол, когато се утвърждава като един от основните футболисти на Берое. С отбора става шампион на България през 1985/86, като по време на сезона изиграва 25 мача и бележи 7 гола. През есента на 1986 г. играе в двата мача на Берое срещу Динамо (Киев) от Купата на европейските шампиони.
През лятото на 1991 г. Митев е повикан в националния отбор от селекционера Димитър Пенев. На 21 август 1991 г. играе в контрола срещу Турция, завършила 0:0, като това остава единственото му участие с екипа на България.
Кариерата му в Берое продължава 13 сезона до лятото на 1995 г. След изпадането на отбора от А група се оказва ненужен и напуска на 30-годишна възраст. Общо в А група изиграва 238 мача, в които бележи 68 гола.
През януари 1997 г. за втори път преминава в Черно море (Варна). До края на сезон 1996/97 изиграва 12 мача и бележи 1 гол за „моряците“ в Б група, след което слага край на кариерата си.

## Успехи
Берое
- А група:
  -  Шампион: 1985/86